# Liste der denkmalgeschützten Objekte in Gralla
Die Liste der denkmalgeschützten Objekte in Gralla enthält die 5 denkmalgeschützten, unbeweglichen Objekte der Gemeinde Gralla im steirischen Bezirk Leibnitz.

## Denkmäler
| Foto |                 | Denkmal                                                                          | Standort                                       | Beschreibung | Metadaten |
| ---- | --------------- | -------------------------------------------------------------------------------- | ---------------------------------------------- | --- | --- |
| ja   | Datei hochladen | Kath. Filialkirche HERIS-ID: 68827 Objekt-ID: 81865                              | Obere Dorfstraße Standort KG: Obergralla       | | BDA-Hist.: Q38120751 Status: § 2a Stand der BDA-Liste: 2025-06-30 Name: Kath. Filialkirche GstNr.: .102 |
| ja   | Datei hochladen | Bildstock Pestkreuz HERIS-ID: 68826 Objekt-ID: 81864                             | Standort KG: Obergralla                        | | BDA-Hist.: Q38120745 Status: § 2a Stand der BDA-Liste: 2025-06-30 Name: Bildstock Pestkreuz GstNr.: 309 |
| ja   | Datei hochladen | Römerzeitliche Villa Obergralla HERIS-ID: 110786 Objekt-ID: 128508               | Obergralla Standort KG: Obergralla             | Die Villa rustica aus dem späten 1. bis 4. Jahrhundert hat durch ihre Größe und geschlossene Erhaltung eine überregionale Bedeutung. Die frühesten Grabungen fanden bereits 1866 statt. | BDA-Hist.: Q37820740 Status: Bescheid Stand der BDA-Liste: 2025-06-30 Name: Römerzeitliche Villa Obergralla GstNr.: 875, 867, 858, 861, 871/1, 879, 872, 868, 864, 885/1, 886/1, 876 |
| ja   | Datei hochladen | Spätantike Wehranlage, Teufelsgraben HERIS-ID: 112471 Objekt-ID: 130664seit 2016 | Standort KG: Obergralla                        | Die spätantike Wall-Graben-Anlage wurde ab 2005 ausgegraben. | BDA-Hist.: Q37831182 Status: Bescheid Stand der BDA-Liste: 2025-06-30 Name: Spätantike Wehranlage, Teufelsgraben GstNr.: 769, 770, 771, 690/2, 702, 1544, 1547, 1548, 2281, 2298, 1543, 1535, 1521, 1519, 1520, 1517,1518, 1515, 1511, 689/1, 691/1, 711/1, 716/1, 692, 712, 713/1, 714, 688/2, 703, 707, 684/1, 698, 686/1, 683/2, 713/2, 697, 685/3, 634, 708, 870/1, 910, 632/3, 632/8, 635, 632/9, 632/10 |
| ja   | Datei hochladen | Ortskapelle HERIS-ID: 68835 Objekt-ID: 81873                                     | bei Kapellenstraße 31 Standort KG: Untergralla | | BDA-Hist.: Q38120787 Status: § 2a Stand der BDA-Liste: 2025-06-30 Name: Ortskapelle GstNr.: .14 |